# Нікішинська сільська рада
| Нікішинська сільська рада — колишній орган місцевого самоврядування у Шахтарському районі Донецької області з адміністративним центром у c. Нікішине. Сільській раді підпорядковані населені пункти: - c. Нікішине - с. Веселе - с. Круглик - с-ще Кумшацьке - с-ще Рідкодуб |

## Склад ради
Рада складається з 16 депутатів та голови.

## Керівний склад сільської ради
| ПІБ                            | Основні відомості                                                         | Дата обрання | Дата звільнення |
| ------------------------------ | ------------------------------------------------------------------------- | ------------ | --------------- |
| Буніна-Дядюнова Раїса Іванівна | Сільський голова, 1959 року народження, освіта, член Партії регіонів      | 26.03.2006   | 31.10.2010      |
| Буніна-Дядюнова Раїса Іванівна | Сільський голова, 1959 року народження, освіта вища, член Партії регіонів | 31.10.2010   |                 |

Примітка: таблиця складена за даними джерела